# Magyarország hágai nagykövetsége
Magyarország hágai nagykövetsége a holland főváros Scheveningen negyedében található. A hivatal budapesti megfelelőjével együtt a két ország hivatalos kapcsolatainak legfőbb intézménye.

## Története
Hollandia és Magyarország közötti diplomáciai kapcsolatok először 1919 decemberében jöttek létre. 1919 végén Hágában az első magyar követ Nagy Elek volt, míg másfél évvel később Edgar Michiels van Verduynen holland követ érkezett Budapestre. Majd 1921-ben mindkét országban megnyitották követségeiket. A diplomáciai kapcsolatok a második világháború alatt megszakadtak, csak a háború után álltak helyre.
A holland-magyar diplomáciai kapcsolatok újrafelvételére 1947-ben került sor, követi szinten. A kapcsolatokat 1965-ben emelték nagyköveti szintre.
A magyar diplomáciai képviselet 1972-ben költözött a Hogeweg 14. szám alatti villaépületbe, ami egy egykori dűne már régebben beerdősített területén (Hogeweg=magas út) fekszik.
A reprezentációs célokra is használt nagyköveti rezidencia a Wassenaarban található. A magyar nagykövetség szomszédságában, mintegy 200 méterre található Szlovákia nagykövetsége, valamint közvetlenül mögötte van az Irán–Egyesült Államok Claims Tribunal (IUSCT) épülete, amellett pedig a Libiai Nagykövetség.

### A hágai magyar nagykövetség épülete 2025-ben

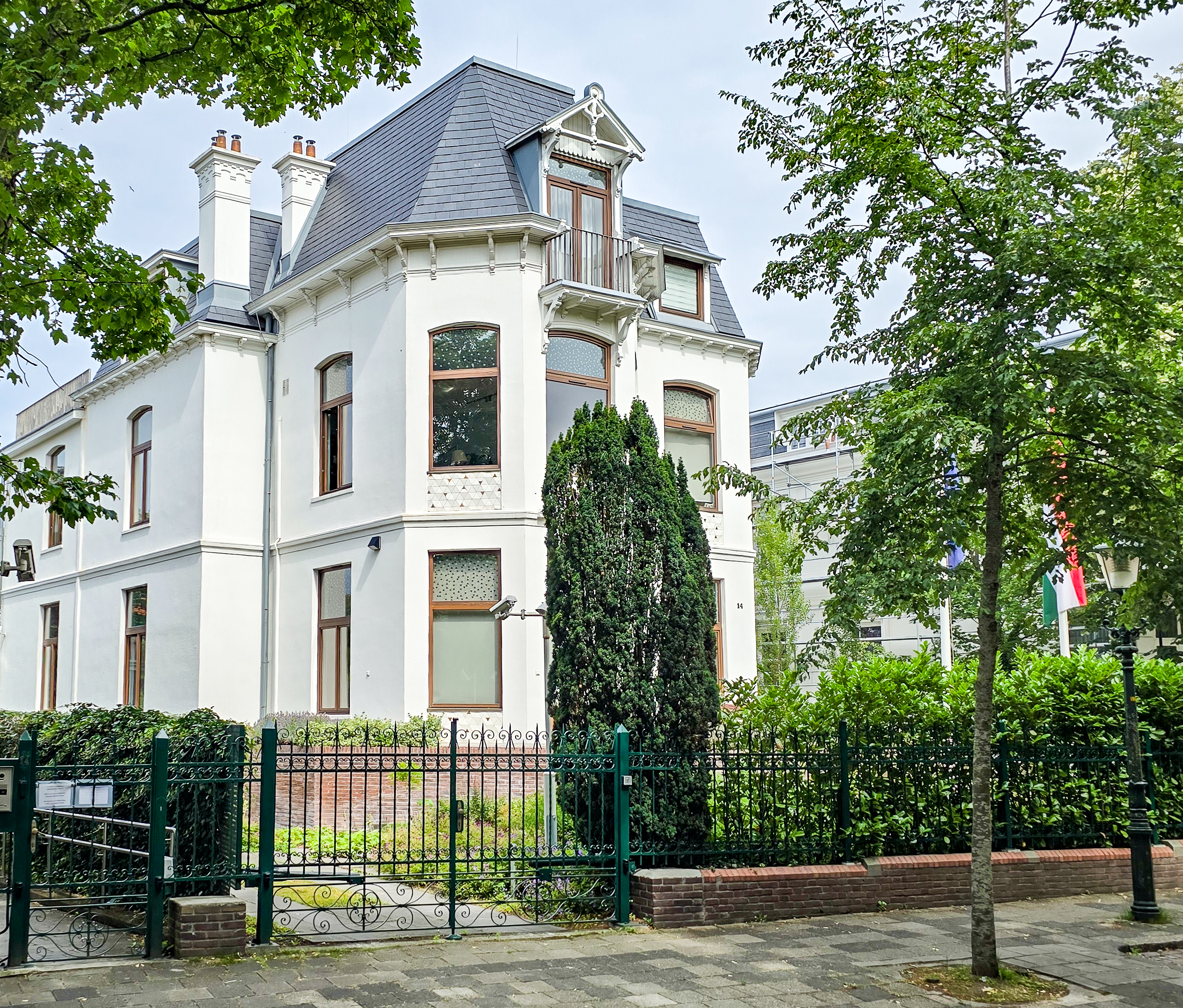
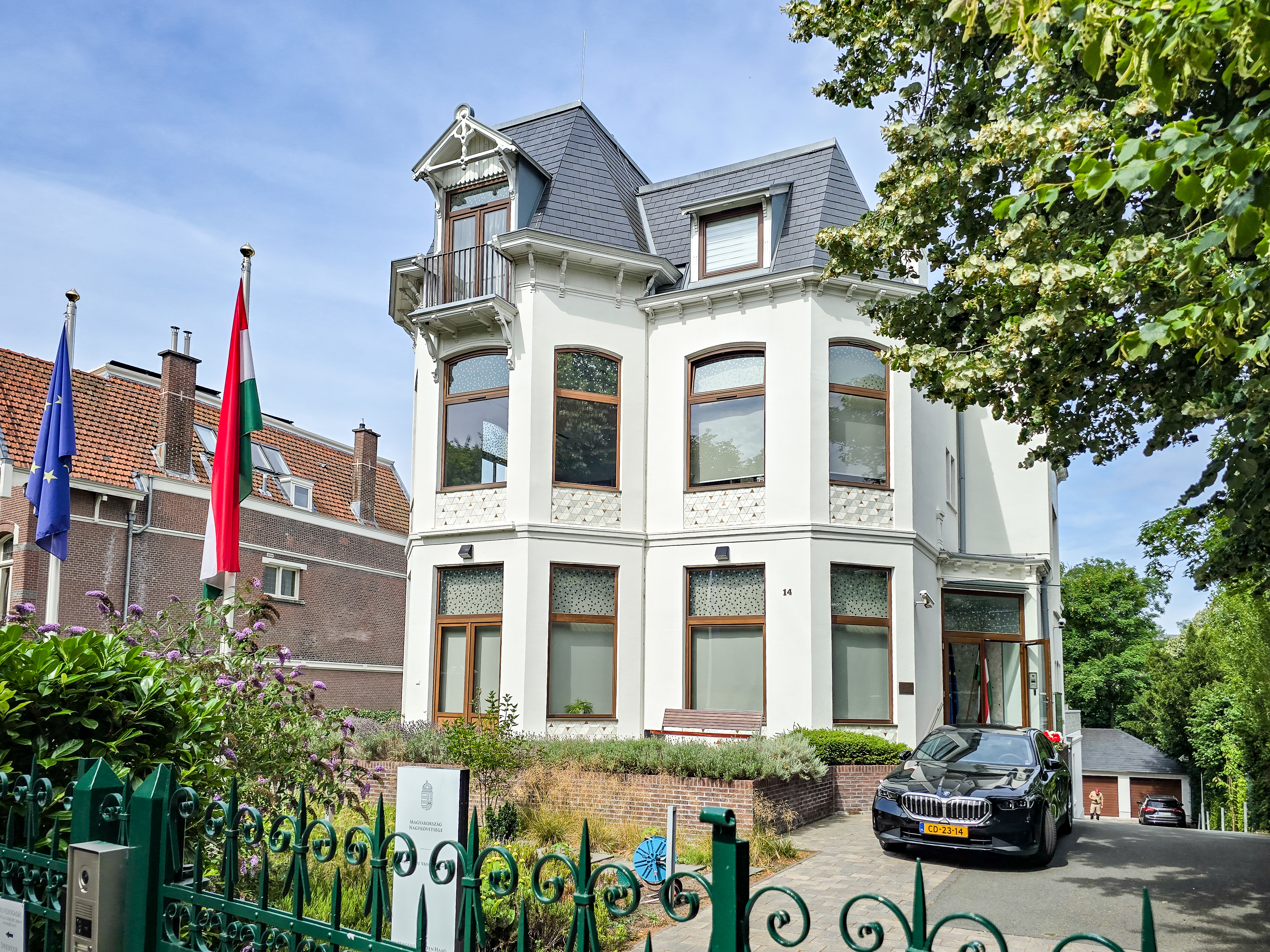

## A nagykövetség személyzete

### A külképviselet vezetői 1945–1993 között[6][7]
| kinevezés  | megbízólevél átadása | visszahívás | név                | rang                        |
| ---------- | -------------------- | ----------- | ------------------ | --------------------------- |
| 1947-09    |                      | 1948-08     | Polonyi Rezső      | ideiglenes ügyvivő          |
| 1948-08-27 | 1948-08-28           | 1951-07-31  | Bölöni György      | követ                       |
| 1952-01-06 | 1952-01-16           | 1953-10-22  | Móczi András       | állandó ügyvivő             |
| 1953-10-16 | 1953-11-05           | 1956-07-08  | Nagy S. Lajos      | állandó ügyvivő             |
| 1956-08-04 | 1956-09-17           | 1957-07-11  | Kárpáti József     | követ                       |
| 1958-10-10 | 1959-01-09           | 1962-03-30  | Beck István        | követ                       |
| 1962-03-30 | 1962-04-26           | 1964-06-01  | Révész Gyula       | követ                       |
| 1964-06-01 | 1964-07-03           | 1968-08-12  | Barta Lajos        | követ, 1965-07-08 nagykövet |
| 1968-08-12 | 1968-10-11           | 1970-10-15  | Lajti Tibor        | nagykövet                   |
| 1970-10-15 | 1970-11-14           | 1974-08-22  | Jókai Lóránd dr.   | követ, 1964-3-12 nagykövet  |
| 1974-08-27 | 1974-11-29           | 1979-12-05  | Bebrits Anna       | nagykövet                   |
| 1979-12-05 | 1979-12-19           | 1983-09-12  | Lakatos Emil dr.   | nagykövet                   |
| 1983-09-12 | 1983-11-02           | 1984-09-13  | Horváth István dr. | nagykövet                   |
| 1984-10-11 | 1984-11-28           | 1989-06-01  | Iván Tivadar       | nagykövet                   |
| 1989-06-01 | 1989-09-13           | 1993-09-07  | Csejtei István dr. | nagykövet                   |

1993 és 1998 között Tomaj Dénes, majd 1998 és 2002 között Gergely András volt Magyarország nagykövete Hágában.

## A nagykövetség szervezeti felépítése
A rendszerváltásig a nagykövetség politikai alárendeltségében, de szakmailag a Külkereskedelmi Minisztérium felügyelete alatt működött Hágában a magyar külkereskedelmi kirendeltség, amelynek irodái a Laan van Nieuw Oost-Indië úton voltak. 